# Avkastningskrav
Med avkastningskrav menas den avkastning som ägare kräver på ett bolags egna kapital, med beaktande av hur riskfylld verksamheten är.